# Shamima Begum
Ne doit pas être confondu avec Bégum.
Shamima Begum, née le 25 août 1999 (Royaume-Uni) est une ancienne jihadiste désormais déchue de sa nationalité britannique.
Elle quitte le Royaume-Uni à l'âge de 15 ans pour rejoindre l'État islamique en Syrie. Sa tentative de retour au Royaume-Uni en 2019 donne lieu à un procès se concluant par une décision de la Cour suprême du Royaume-Uni et d'un débat public sur le retour des extrémistes islamiques dans leur pays d'origine. En février 2019, le ministre de l'Intérieur britannique agissant pour le gouvernement du Royaume-Uni la déchoit de sa nationalité britannique. Il déclare plus tard qu'elle ne sera jamais autorisée à revenir.
En juillet 2020, la Cour d'appel décide que Shamima Begum doit être autorisée à retourner au Royaume-Uni afin de contester équitablement cette décision. Cette décision fait l'objet d'un appel devant la Cour suprême du Royaume-Uni qui, le 26 février 2021, statue à l'unanimité contre elle, infirmant la décision de la Cour d'appel,.

## Biographie
Shamima Begum est née en Angleterre de parents immigrés d'origine et de citoyenneté bangladaise. Elle grandit dans la foi musulmane dans le quartier de Bethnal Green à Londres, où elle a fait ses études secondaires à la Bethnal Green Academy. Avec ses amis Amira Abase et Kadiza Sultana, elle quitte le Royaume-Uni en février 2015, à l'âge de 15 ans. Elles voyagent par la Turquie pour rejoindre Daech en Syrie,.
Dix jours après son arrivée en Syrie, Shamima Begum épouse le Néerlandais Yago Riedijk, un converti à l'islam arrivé en Syrie en octobre 2014,. Ce mariage peut ne pas être reconnu par la loi néerlandaise puisqu'elle est alors mineure. Elle donne naissance à trois enfants, qui sont tous morts jeunes. Le plus jeune enfant est né dans un camp de réfugiés en février 2019 et, en mars 2019, meurt d'une infection pulmonaire,.
Le Daily Telegraph rapporte que Shamima Begum est responsable de l'application de la morale de Daesh et tente de recruter d'autres jeunes femmes pour rejoindre le groupe djihadiste. Elle est autorisée à porter une Kalachnikov et gagne une réputation pour son zèle à faire respecter les lois de Daesh, telles que les codes vestimentaires pour les femmes. Un militant anti-Daesh déclare à The Independent qu'il y a d'autres accusations de « Begum [cousant] des kamikazes aux gilets explosifs afin qu'ils ne puissent pas être retirés sans exploser ».

## Retour

### Apparition dans les médias
Le 13 février 2019, le correspondant de guerre pour The Times retrouve Shamima Begum dans le camp de réfugiés d'al-Hawl dans le nord de la Syrie, dans ce qu'un journal a qualifié de « scoop de la décennie ».

### Citoyenneté
Le lendemain, le ministre britannique de l'Intérieur, Sajid Javid annonce que des dispositions  sont prises dans l'intention de retirer à Shamima Begum sa nationalité britannique. Le gouvernement britannique ne peut légalement pas la priver de sa citoyenneté britannique si cela la laisse apatride. Cependant, le gouvernement britannique soutient que Begum est éligible pour  une citoyenneté bangladaise et ne restera pas apatride,. Le gouvernement du Bangladesh déclare toutefois que Begum ne détient pas actuellement la citoyenneté bangladaise et ne sera pas autorisée à entrer dans le pays,,.
Le 3 mars, Yago Riedijk, son mari est interviewé dans un centre de détention kurde en Syrie par la BBC et affirme qu'il souhaite retourner aux Pays-Bas avec Shamima Begum. Le gouvernement néerlandais déclare qu'il n'envisage pas d'aider à son rapatriement ou à réunir sa famille.

### Affaire judiciaire contre le gouvernement britannique
La principale difficulté entourant la quête de citoyenneté de Begum afin de retourner au Royaume-Uni réside dans les interprétations pour la rendre apatride. Rendre les citoyens apatrides est illégal selon la loi britannique (British Nationality Act 1981, section 40) et le droit international des Nations unies (Convention de 1961 sur la réduction des cas d'apatridie), dont le Royaume-Uni est signataire. Shamima Begum est née citoyenne britannique en vertu de la loi britannique car son père (bien qu'il ait déjà quitté le Royaume-Uni) avait un permis de séjour indéfini et avait donc le statut de personne établie au Royaume-Uni » que le British Nationality Act 1981 décrit comme étant une condition préalable satisfaisante pour permettre à Begum de naître citoyenne britannique.
Le 3 mai 2019, le ministre bangladais des Affaires étrangères Abdul Momen réitère sa position et ajoute que si elle entre au Bangladesh, elle encourra la peine de mort en raison de la « politique de tolérance zéro » du pays envers le terrorisme.
En août 2019, la police métropolitaine demande aux médias qui avaient interviewé Begum – la BBC, ITN, Sky News et The Times – de remettre tout document non publié qu'ils pourraient détenir sur Begum. Ils en demandent la divulgation en vertu de la loi sur le terrorisme de 2000 afin de préparer des potentielles actions en justice.
Son avocat, Tasnime Akunjee, se rend en Syrie occupée par les Kurdes pour rencontrer Begum, mais est refoulé.
Le 16 juillet 2020, la Cour d'appel d'Angleterre décide que Shamima Begum peut retourner au Royaume-Uni pour contester la décision du gouvernement de lui retirer sa nationalité britannique et ce bien que le gouvernement britannique ait précédemment déclaré qu'il ne la laisserait jamais revenir.
Le 26 février 2021, la Cour suprême du Royaume-Uni donne raison au ministre de l'Intérieur ,.
Le 22 février 2023, après un ultime recours auprès de la Special Immigration Appeals Commission (en), sa déchéance de nationalité est maintenue,.